# Erebus celebensis
Erebus celebensis är en fjärilsart som beskrevs av Carl Heinrich Hopffer 1874. Erebus celebensis ingår i släktet Erebus och familjen nattflyn. Inga underarter finns listade i Catalogue of Life.